# Нове Здуни
Нове Здуни (пол. Nowe Zduny) — село в Польщі, у гміні Здуни Ловицького повіту Лодзинського воєводства.
Населення — 511 осіб (2011).
У 1975-1998 роках село належало до Скерневицького воєводства.

## Демографія
Демографічна структура станом на 31 березня 2011 року:
|          | Загалом | Допрацездатний вік | Працездатний вік | Постпрацездатний вік |
| -------- | ------- | ------------------ | ---------------- | -------------------- |
| Чоловіки | 249     | 46                 | 179              | 24                   |
| Жінки    | 262     | 46                 | 159              | 57                   |
| Разом    | 511     | 92                 | 338              | 81                   |